# Trocófora

Larva trocófora generalizada en visión lateral
A.- Episfera B.- Hiposfera 1.- Ganglio nervioso 2.- Placa sincipital 3.- Prototroca 4.- Metatroca 5.- Esbozo mesodérmico 6.- Ano 7.- Protonefridio 8.- Tubo digestivo 9.- Boca 10.- Blastocele

La larva trocófora es un estado larvario con simetría bilateral y forma de peonza (de donde deriva su nombre) que es característico de la mayoría de los filos pertenecientes a Lophotrochozoa, pero también se encuentra en los rotíferos pertenecientes a Gnathifera. Lo que implica que las larvas trocóforas pudieron haber sido ancestrales de los Spiralia y haberse perdido en algunos filos.

## Morfología
Se distinguen las siguientes partes:
- Episfera. Hemisferio superior, por encima de la prototroca.
- Hiposfera. Hemisferio inferior, por debajo de la prototroca.
- Ganglio nervioso. Masa de células nerviosas de la que parten ocho nervios meridianos.
- Placa sincipital. Penacho de cilios en el extremo superior de la episfera.
- Prototroca. Anillo de cilios por encima de la boca; su vibración contribuye al movimiento de la larva.
- Metatroca. Anillo de cilios por debajo de la boca; también con función motriz.
- Tubo digestivo. La boca se abre aproximadamente en el centro de la larva y corresponde al blastoporo embrionario; a continuación hay una corta faringe que da al estómago en forma de saco, al que sigue el intestino y el ano, que se abre en el polo opuesto a la placa sincipital.
- Protonefridios. Un par de nefridios (órganos excretores).
- Blastocele. La cavidad general de la larva es el blastocele embrionario.

## Filos
Esta larva se encuentra típicamente en varios filos del clado Spiralia, como los moluscos, anélidos, entoproctos, ciclióforos, etc. Hay formas parecidas, más o menos asimilables a la larva trocófora, como la larva pilidio de los nemertinos o la larva de Müller de los platelmintos (con aparato digestivo incompleto). Los filos que presentan larvas trocóforas modificadas se marcan con (#):
- Lophotrochozoa
  - Annelida
  - Mollusca
  - Nemertea (#)
  - Platyhelminthes (#)
  - Kamptozoa
    - Cycliophora
    - Entoprocta

  - Lophophorata
    - Bryozoa (#)
    - Brachiopoda (#)
    - Phoronida (#)
- Gnathifera
  - Rotifera (#)